# Elīna Ieva Bota
Elīna Ieva Bota (* 14. Mai 2000 in Sigulda als Elīna Ieva Vītola) ist eine lettische Rennrodlerin.

## Karriere
Bota begann mit dem Rennrodeln im Alter von 11 Jahren. Ihr erstes internationales Rennen bestritt sie als Teil des lettischen Nachwuchsteams am 19. November 2015 auf der Lillehammer Olympiske Bob- og Akebane, wo sie im Jugend-A-Weltcup Elfte wurde. Eine Woche später gelang auf der lettischen Heimbahn in Sigulda ein zwölfter Platz, ehe sie Anfang Dezember 2015 am Königssee mit Platz 21 die schwächste gewertete Saisonleistung einfuhr. Lediglich der 22. Platz in Innsbruck-Igls war ein noch schwächeres Ergebnis, welches jedoch aufgrund der Streichresultatregelung keinen Einfluss auf die Gesamtwertung hatte. Nach einem zehnten Platz in Altenberg sowie Platz 14 in Oberhof schloss die Saison 2015/16 auf Platz 15 der Gesamtwertung ab. Die Qualifikation für die Olympischen Jugend-Winterspiele 2016 in Lillehammer verpasste sie damit, Anda Upīte erhielt diese Nominierung.
In der Saison 2016/17 rückte sie in den Junioren-Weltcup, die nächsthöhere Altersklasse, auf. Den Doppelweltcup in Calgary zum Saisonauftakt hatte das lettische Team aufgrund der unverhältnismäßig hohen Reisekosten und -belastungen traditionell ausgelassen, sodass Bota lediglich vier von sechs Saisonrennen bestritt. Mit einem achten Platz in Innsbruck-Igls, zwei neunten Plätzen in Altenberg und Oberhof sowie einem zehnten Platz in Winterberg erzielte sie insgesamt 156 Weltcuppunkte, welche Platz 14 in der Gesamtwertung bedeuteten. Sie war damit, vor Anda Upīte, stärkste lettische Rennrodlerin dieser Wertung. Bei den Junioreneuropameisterschaften, die parallel mit dem Juniorenweltcuprennen in Oberhof ausgetragen wurde, wurde sie Achte; mit der Mannschaft um Kristers Aparjods und dem Doppelsitzer Mārtiņš Bots/Roberts Plūme erreichte sie in beiden Wertungen die Bronzemedaille. Die Juniorenweltmeisterschaften auf ihrer Heimbahn in Sigulda beendete sie als Elfte. Dort verpasste sie die Qualifikation für den Mannschaftswettbewerb, bei dem traditionell die stärkste Einsitzerfahrerin starten darf, da sie sich ihrer Landsfrau Upīte geschlagen geben musste.

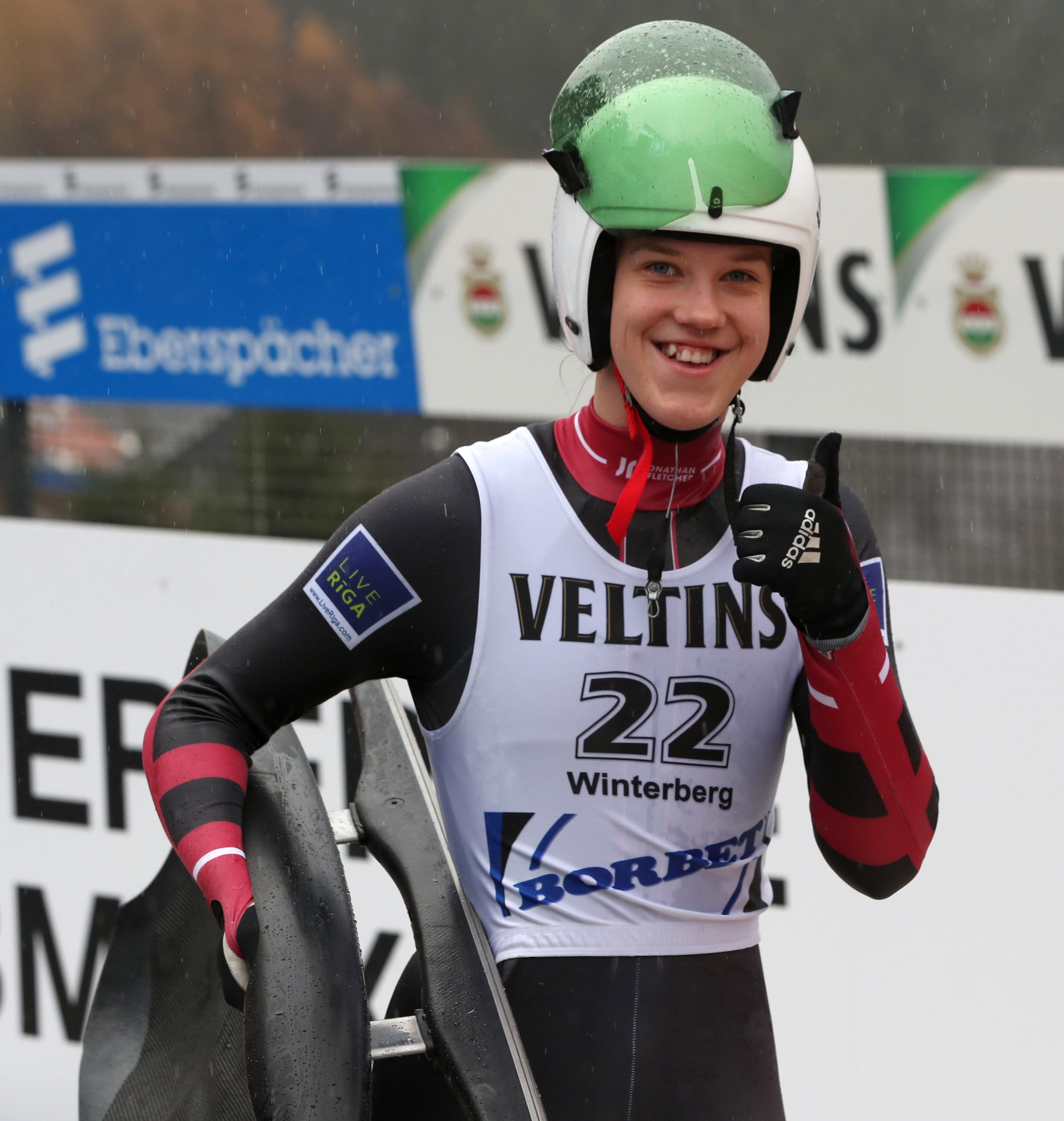
Bota beim Nationencup in Winterberg (2017)

Da der Junioren-Weltcup 2017/18 erst Mitte Dezember 2017 seinen Auftakt feierte, startete Bota zunächst im Nationencup, dem Qualifikationsrennen für den Elite-Weltcup. Bei den Rennen in Innsbruck-Igls (Platz 19) sowie Winterberg (Platz 15) verpasste sie jeweils knapp die Qualifikation für den Weltcup. Diese gelang jedoch bei der dritten Station in Altenberg mit einem 13. Platz im Nationencup; bei ihrem anschließenden Weltcupdebüt erzielte sie den 21. Platz. In der Folge kehrte sie in den Junioren-Weltcup zurück und erzielte beim Doppelweltcup zum Auftakt in Oberhof einen sechsten und einen achten Platz. Nach einem erneut schwachen Ergebnis am Königssee mit Platz 17, einem elften Platz und einem Sturz beim Doppelweltcup in Innsbruck-Igls und Platz 15 in Winterberg, reichte es nur zu Platz 13 in der Gesamtwertung, wobei sie erneut bestplatzierte Lettin wurde. In der Wertung der Junioreneuropameisterschaften (Winterberg) erreichte sie Platz 13, ein Sturz bei den Juniorenweltmeisterschaften in Altenberg verhinderte erneut eine Teilnahme am Mannschaftswettbewerb. In der Gesamtweltcupwertung der Elite belegte sie mit 50 Punkten den 37. Platz.
Für die Saison 2018/19 reisten die lettischen Rennrodler auch zu den drei Auftaktweltcups nach Übersee. Beim Doppelweltcup in Park City erreichte Bota Platz 9 und 13 in den Einsitzerwettbewerben. Im Mannschaftswettbewerb gelangen zusammen mit Gints Bērziņš und dem Doppelsitzer Mārtiņš Bots/Roberts Plūme zwei vierte Plätze. In Calgary lief es mit Platz 14 im Einsitzerwettbewerb nicht besser, in der Mannschaft reichte es jedoch erneut zu Platz 4. Nach der Pause über den Jahreswechsel machte der Juniorenweltcup Station auf dem Olympia Bob Run St. Moritz–Celerina. Die Rennen, die gleichzeitig als Junioreneuropameisterschaften gewertet wurden, schloss Bota im Einsitzer in beiden Wertungen (Weltcup und Europameisterschaft) als Zweite ab, womit sie ihr bis dahin bestes Ergebnis erzielen konnte. Auch im Mannschaftswettbewerb erreichte sie mit der gewohnten Besetzung die Silbermedaille. Die anschließenden Juniorenweltmeisterschaften in Innsbruck-Igls bildeten den Tiefpunkt der Saison für Bota; nach einem kapitalen Fahrfehler am Start verpasste sie die Qualifikation für den zweiten Lauf und wurde schlussendlich 29. der Wertung. Bei den abschließenden Weltcuprennen in Winterberg und Oberhof wurde sie Zwölfte bzw. Neunte, was Platz 8 in der Gesamtwertung bedeutete. Bei den Mannschaftswettbewerben gelangen erneut zweite Plätze.

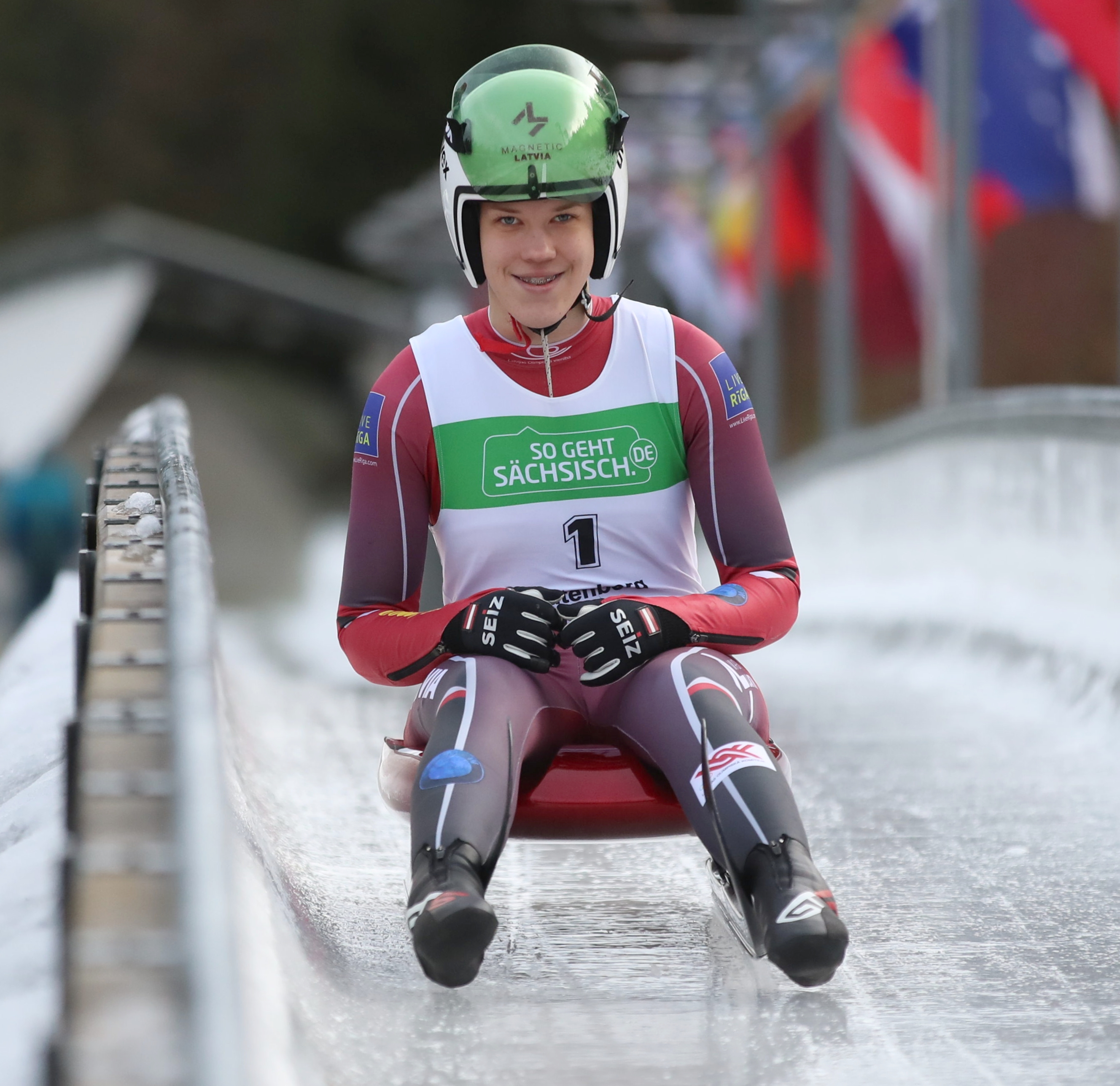
Bota beim Junioren-Weltcup in Altenberg (2019)

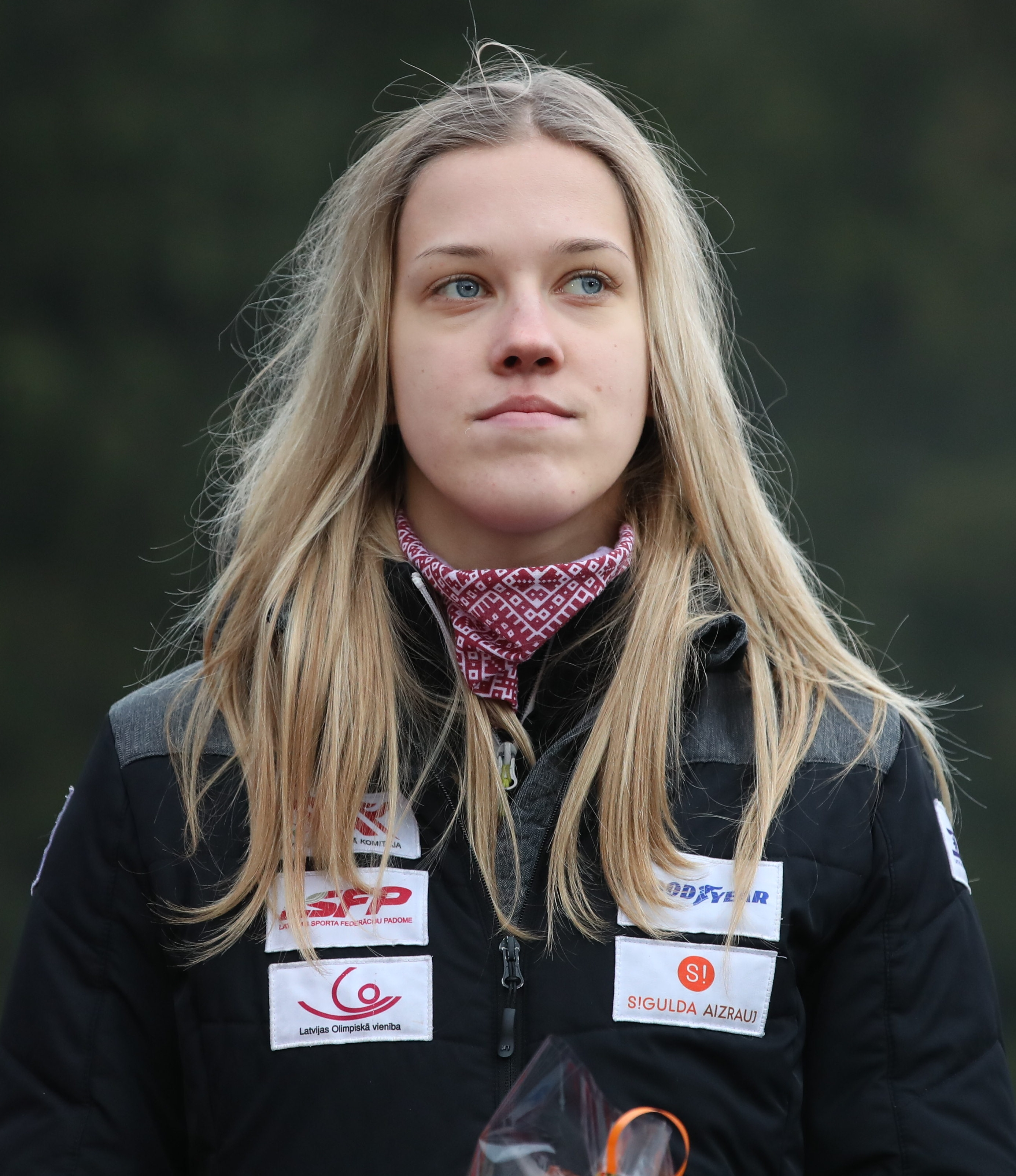
Elīna Ieva Bota (2019)

Der Junioren-Weltcup der Saison 2019/20 begann mit Verzögerung, ohnehin war aufgrund der notwendigen Qualifikationsrennen der Altersklasse Jugend A für die anstehenden Olympischen Jugend-Winterspiele 2020 nur ein eingeschränktes Programm vorgesehen. Das Weltcuprennen in Park City musste wegen Problemen an der Kühlanlage abgesagt werden; beim Ersatzweltcup am Königssee wurde Bota nur 13., ein Mannschaftswettbewerb wurde dort nicht ausgetragen. Beim anschließenden Doppelweltcup in Altenberg fuhr sie jeweils auf den fünften Platz. Für den ersten Mannschaftswettbewerb erhielt Sigita Bērziņa den Vorzug, beim zweiten Rennen konnte das lettische Team nach einem Sturz von Gints Bērziņš, dem einzigen lettischen Männer-Einsitzer, nicht starten. Während der Junioren-Weltcuppause aufgrund der Olympischen Jugend-Winterspiele rückte Bota in das Team des Elite-Weltcups auf. Beim Weltcup in Lillehammer, der gleichzeitig als Europameisterschaften gewertet wurde, gelang im Nationencup mit Platz 13 die Qualifikation für das Hauptrennen, bei dem sie 21. wurde. Dies bedeutete in der EM-Wertung den 17. Platz. Bei der erstmals durchgeführten U23-Europameisterschaftswertung wurde sie Siebente. Auch für den Elite-Weltcup in Sigulda qualifizierte sich Bota mit einem siebenten Platz im Nationencup, beim anschließenden Hauptrennen wurde sie Zwölfte. In den Junioren-Weltcup zurückgekehrt, erzielte sie beim Doppelweltcup in Winterberg erneut zwei fünfte Plätze, auch in der Junioreneuropameisterschaftswertung gelang ihr dieser Platz. Den Gesamtweltcup beendete sie als Fünfte, musste sich jedoch hinter ihrer Teamkollegin Bērziņa einreihen. Bei den Juniorenweltmeisterschaften in Oberhof erreichte sie den neunten Rang, im Mannschaftswettbewerb mit Gints Bērziņš und dem Doppelsitzer Eduards Ševics-Mikeļševics/Lūkass Krasts gewann sie die Silbermedaille hinter der deutschen Mannschaft um Junioren-Olympiasiegerin Jessica Degenhardt, Elite-Weltcupstarter Moritz Bollmann und Max Ewald/Jakob Jannusch. Ihre 73 Punkte in der Elite-Weltcupwertung bedeuteten schlussendlich den 35. Platz.

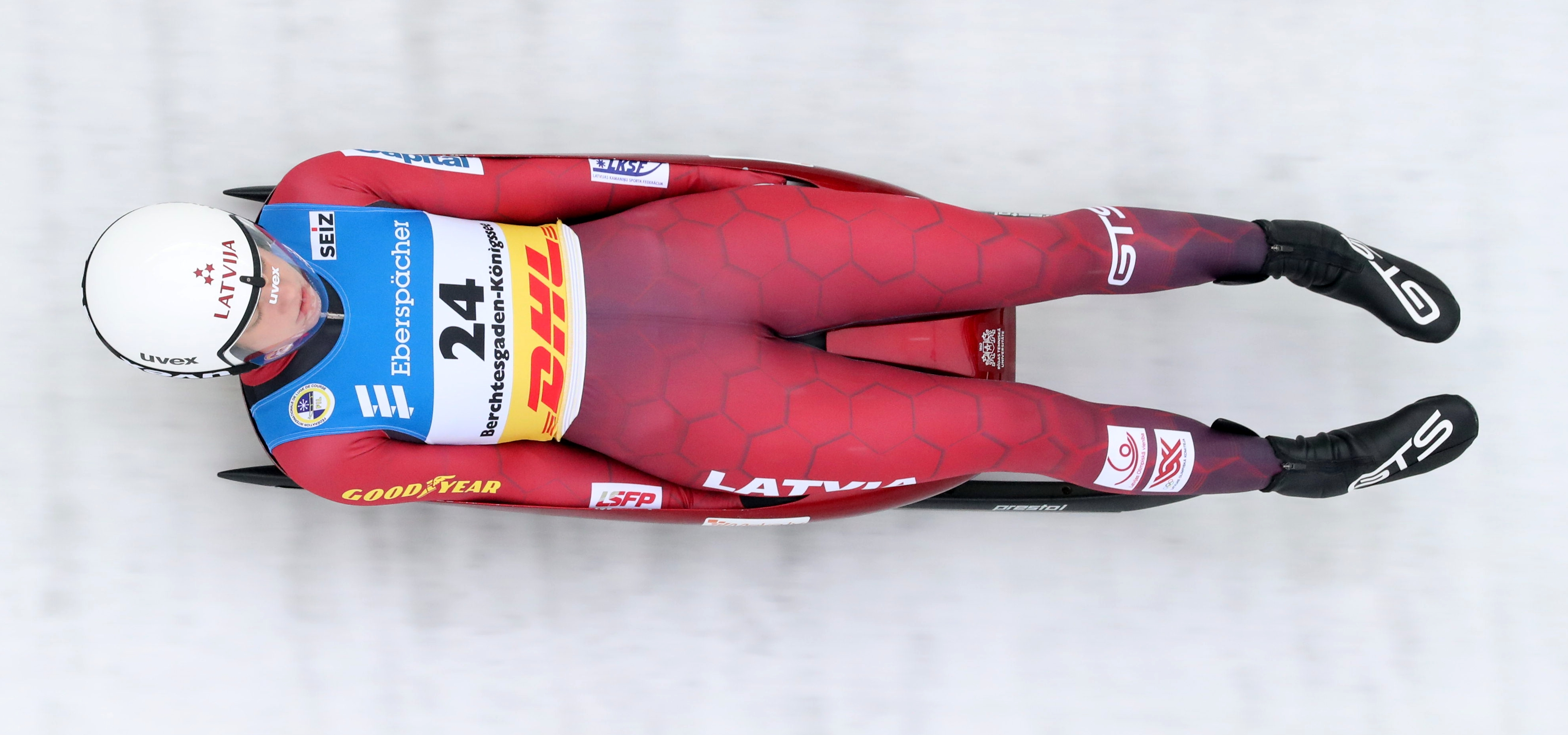
Bota bei den Rennrodel-Weltmeisterschaften 2021 am Königssee

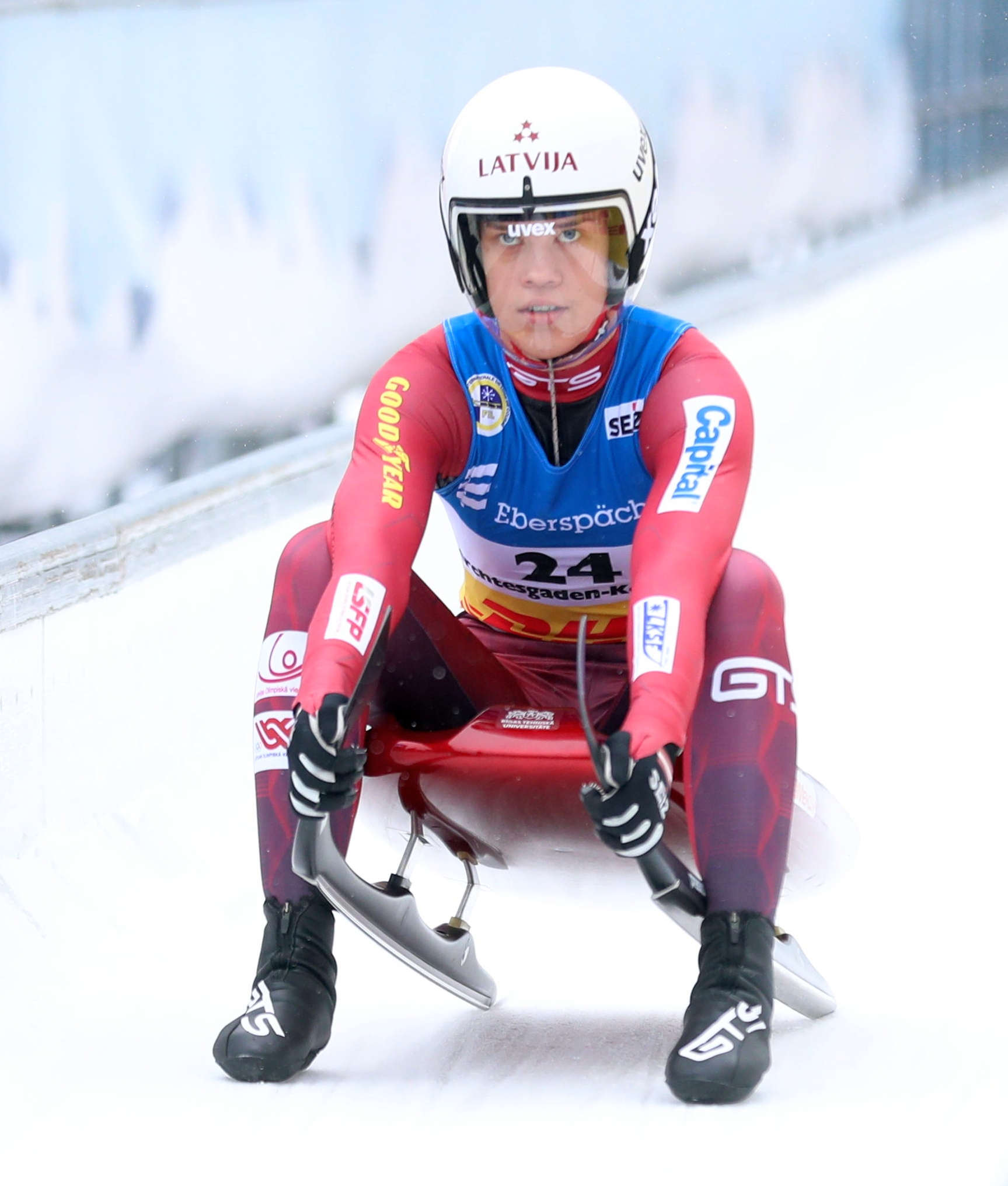
Bota bei den Rennrodel-Weltmeisterschaften 2021 am Königssee

Für die Saison 2020/21 wurde die Altersgrenze des Junioren-Weltcups von 20 auf 21 Jahre erhöht, Bota wäre somit erneut und letztmals startberechtigt gewesen. Der Junioren-Weltcup wurde jedoch aufgrund der COVID-19-Pandemie stark reduziert geplant und schlussendlich vollständig abgesagt. Für den Elite-Weltcup hatten die Trainer zunächst Sigita Bērziņa nominiert, diese konnte jedoch mit schwachen Ergebnissen in Innsbruck-Igls I, Altenberg, Oberhof I und Winterberg die Erwartungen nicht erfüllen. Für den Heimweltcup in Sigulda, der zugleich als Europameisterschaften gewertet wurde, erhielt Bota den Vorzug. Mit der Silbermedaille im Nationencup gelang sehr erfolgreich die Qualifikation für das Hauptrennen, bei dem sie Fünfte wurde, was zugleich dem EM-Rang entsprach. Sie gewann mit diesem Ergebnis auch die Goldmedaille in der U23-EM-Wertung. Mit diesem starken Resultat reiste sie auch zum zweiten Weltcup nach Oberhof, stürzte jedoch im Nationencup und verpasste die Qualifikation. In Innsbruck-Igls (Innsbruck-Igls II, da es sich um den zweiten Weltcup der Saison handelte, der in Innsbruck-Igls ausgetragen wurde) gelang mit Platz 7 im Nationencup erneut die Qualifikation für das Weltcuprennen, beim Hauptrennen wurde sie 16., es folgte die Nominierung für die Weltmeisterschaften am Königssee. Im Sprint verpasste sie dort die Qualifikation für das Wertungsrennen, beim klassischen Wettbewerb fuhr sie auf den 16. Rang, was einen sechsten Platz in der U23-WM-Wertung bedeutete. Für den abschließenden Weltcup in St. Moritz–Celerina qualifizierte sie sich mit einer Bronzemedaille im Nationencup. Das Hauptrennen war geprägt von schwierigen Witterungsverhältnissen, so beeinflusste starker Schneefall immer wieder den Fortgang des Rennens. Bota gelangen zwei sehr gute Läufe, die schlussendlich ihren ersten Weltcupsieg – vor Doppelweltmeisterin Julia Taubitz und der Lokalmatadorin Natalie Maag – bedeuteten. Das anschließende Teamstaffelrennen, für welches sie gemeinsam mit Artūrs Dārznieks sowie Mārtiņš Bots/Roberts Plūme nominiert war, musste abgesagt werden. Die Saison beendete sie als 22. in der Gesamtweltcupwertung und 20. in der klassischen Disziplinenwertung.

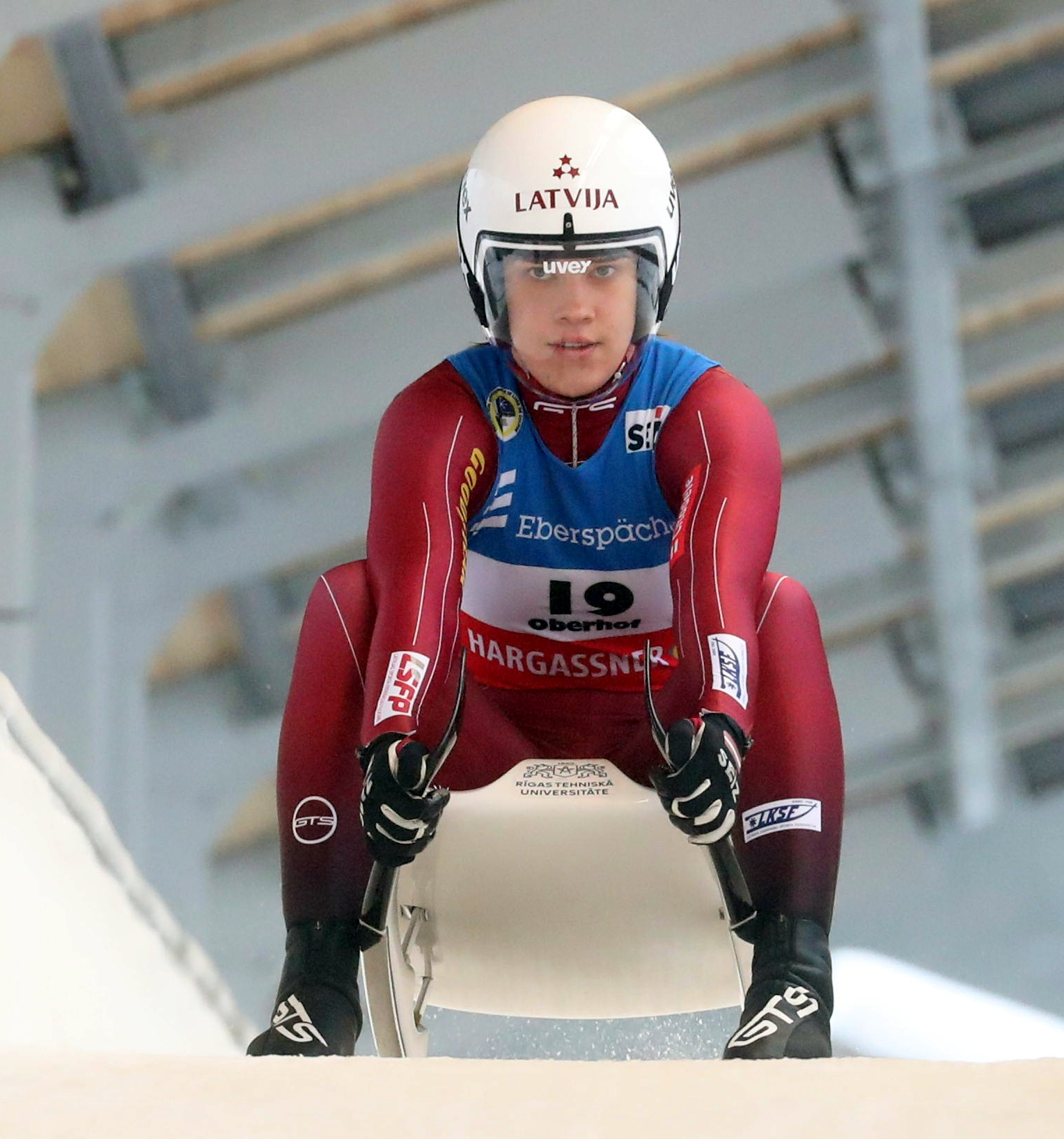
Bota beim Weltcup in Oberhof (2022)

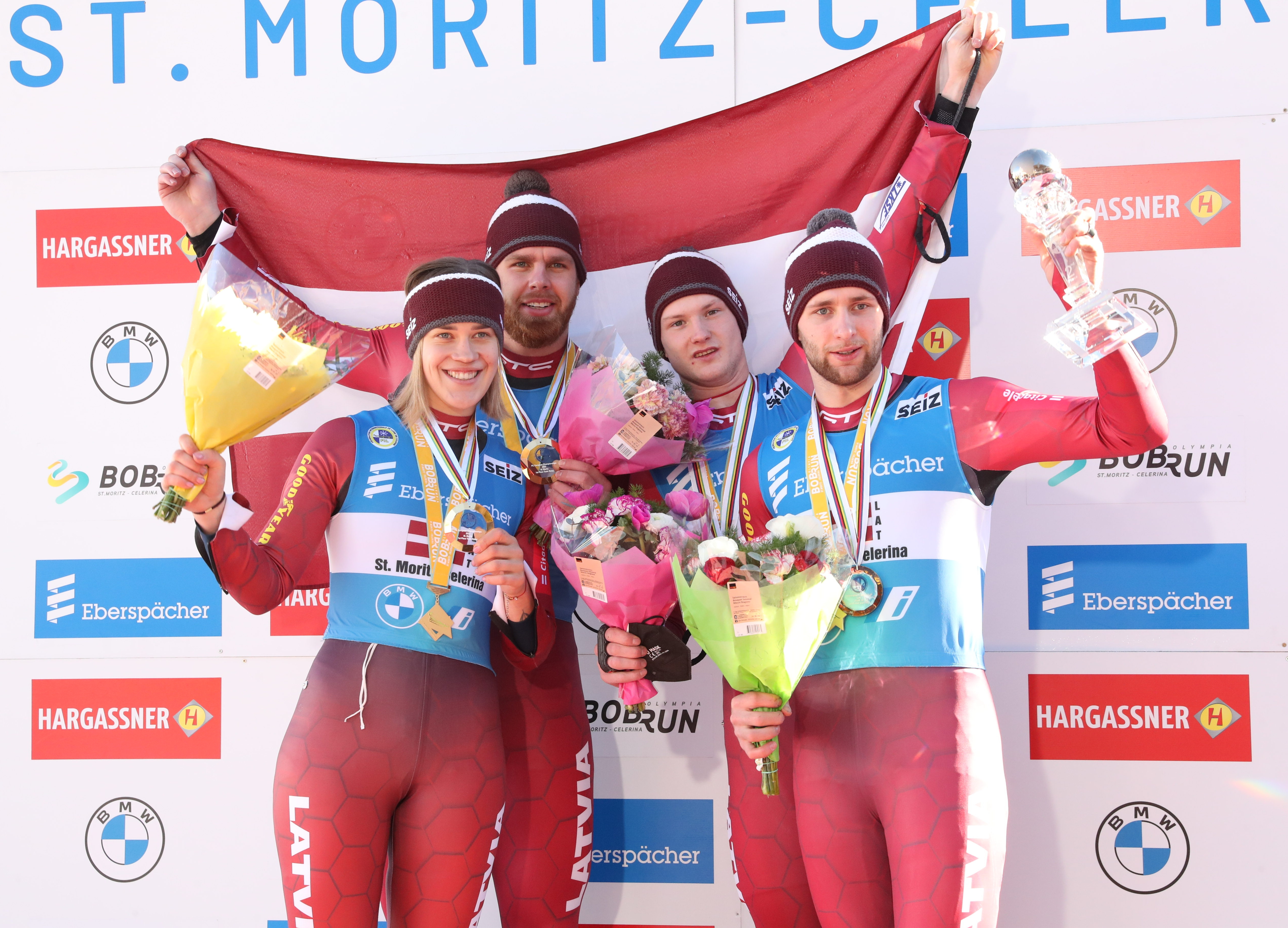
Als Teamstaffel-Europameisterin in St. Moritz–Celerina (2022)

Die Saison 2021/22 begann mit den internationalen Trainingswochen und einem Weltcup in Yanqing als Testveranstaltung für die Olympischen Winterspiele. Bota war für das Weltcuprennen aufgrund der Leistungen der Vorsaison gesetzt, kam jedoch in beiden Rennläufen mit der neuen Bahn nicht zurecht und beendete das Rennen als 23. mit einem Rückstand von rund drei Sekunden. Auch der nachfolgende Weltcup Sotschi I lief verlief mit dem erneuten 23. Platz und einem Rückstand von 2,2 Sekunden nicht besser. Obwohl weiterhin Teil der Gesetztengruppen der Frauen, entschieden die Trainer vor der Weltcupstation Sotschi II, sie aus dem Weltcup zu nehmen. Ihren Startplatz übernahm Ulla Zirne, die in der Saisonvorbereitung die Qualifikation für den Weltcupkader zunächst verpasst hatte. Bota startete nur als Zusatzstarterin im Nationencup und wurde mit Platz 14 dort schlechtplatzierteste Lettin hinter Zirne und Sigita Bērziņa, die die Plätze 9 und 10 erreicht hatten. Beim nachfolgenden Weltcup in Altenberg profitierte Bota im Nationencup vom verletzungsbedingten Ausfall Zirnes und schaffte mit dem Bronzerang souverän die Qualifikation für das Weltcuprennen. Dort reichte es nach einem schweren Fahrfehler im unteren Bahnteil während des ersten Laufes nur zu einem weiteren 23. Platz. Auch in Innsbruck-Igls trat sie im Nationencup an, wo erneut mit dem Bronzerang die Qualifikation für den Weltcup gelang. Mit Platz 19 im Weltcuprennen der klassischen Disziplin gelang eine Steigerung, Bota verpasste jedoch die Qualifikation für den Sprint-Weltcup, für welchen sich die Top 15 des Einzels qualifizieren. Zum Jahresabschluss 2021 beendete sie am Silvestertag den Nationencup von Winterberg als Elfte, womit die Qualifikation für den Weltcup gelang. Zum Jahresauftakt 2022 erzielte sie dort mit Platz 8 ihr bis dahin bestes Weltcup-Saisonergebnis. Bei schwierigen Bahnbedingungen, die durch hohe Temperaturen bedingt waren, lag Bota nach dem ersten Lauf auf dem zweiten Platz, fiel jedoch aufgrund der schlechteren Eisverhältnisse im zweiten Lauf zurück. Beim folgenden Weltcupwochenende auf der Heimbahn in Sigulda gelang ihr mit dem Sieg im Nationencup vor Tatjana Iwanowa und Sigita Bērziņa souverän die Qualifikation für den Weltcup, indem sie den achten Platz erzielte und im nachfolgenden Sprint auf Rang 13 fuhr. Aufgrund der Leistungen wurde sie am 13. Januar neben Kendija Aparjode und Elīza Tīruma als dritter Frauen-Einsitzer für den lettischen Kader der Olympischen Winterspiele 2022 in Peking nominiert. Wieder als Teil der Gesetztengruppe ging es zum Weltcup nach Oberhof. Das dortige Sprint-Testevent beendete sie als 17., da die Veranstaltung aus rechtlichen Gründen nicht als Weltcup gewertet wurde, stand bereits zuvor fest, dass Bota die Sprintwertung auf dem 23. Platz beenden wird. Beim Weltcup in der klassischen Disziplin wurde sie mit Platz 13 beste Lettin. Im Teamstaffelrennen gewann sie zusammen mit Kristers Aparjods sowie Andris Šics und Juris Šics die Silbermedaille hinter dem Team aus Deutschland. In St. Moritz–Celerina, zugleich Austragungsort der Europameisterschaften, zeigte sie erneut Bestleistungen: Im Einsitzer-Weltcup holte sie die Bronzemedaille, was auch Platz 3 in der Europameisterschaftswertung und den Sieg in der U23-Wertung der Europameisterschaften bedeutete. In der Teamstaffel gelang zusammen mit Kristers Aparjods sowie Mārtiņš Bots und Roberts Plūme der Weltcupsieg und EM-Titel. Den Gesamtweltcup beendete sie in der Einsitzerwertung der Frauen als Fünfzehnte, punktgleich mit Ashley Farquharson, im Disziplinenweltcup der olympischen Disziplin wurde sie Zwölfte. Bei den Olympischen Winterspielen erreichte sie den 18. Platz im Einsitzerwettbewerb.

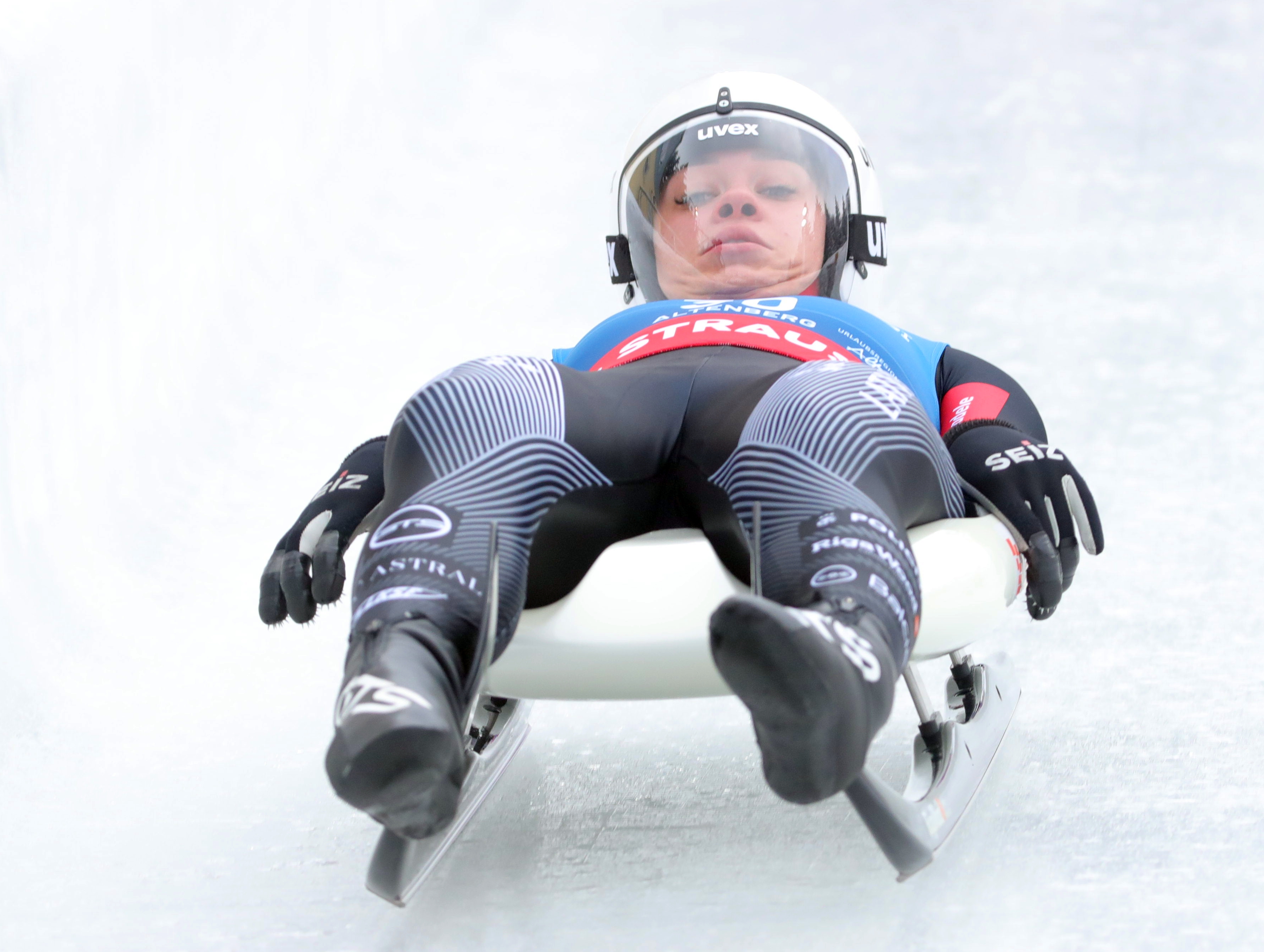
Bota am Start (2023 in Altenberg)

Nach dem Karriereende von Zirne und Elīza Tīruma startete Bota als lettische Nummer 2 hinter Kendija Aparjode in die Saison 2022/23. Aufgrund der Leistungen aus der Vorsaison gehörte sie der Gesetztengruppe an. In Innsbruck-Igls fuhr sie in der klassischen Disziplin auf den siebten Platz, den nachfolgenden Sprint beendete sie als Elfte. In Whistler fuhr sie wegen eines verpatzten ersten Laufes nur auf Rang 22 im Einsitzer, erhielt aber aufgrund der besseren Durchgangszeit aus dem zweiten Lauf den Vorzug vor der besser platzierten Aparjode für die Teamstaffel, wo sie gemeinsam mit Aparjods und Bots/Plūme die Silbermedaille gewann. In Park City, wo seit der Saison 2016/17 kein Weltcuprennen mehr ausgetragen wurde, belegte Bota in der klassischen Disziplin den 13. Platz, im Sprint kam sie lediglich auf dem 15. Platz ins Ziel. Nach diesen Ergebnissen fiel sie aus der Gesetztengruppe und musste sich beim ersten der beiden Heimweltcups in Sigulda über den Nationencup qualifizieren, was ihr mit dem Silberrang hinter Sandra Robatscher gelang. Auch im folgenden Weltcuprennen wurde sie Zweite, dieses Mal hinter Dajana Eitberger; in der Teamstaffel gelang in der Besetzung mit Aparjods und Bots/Plūme der Weltcupsieg. Bei der zweiten Weltcupveranstaltung in Sigulda, die zugleich als Europameisterschaften 2023 gewertet wurde, sicherte sich Bota die Bronzemedaille in Weltcup- und EM-Wertung hinter Anna Berreiter und Dajana Eitberger. Zudem gewann sie die Goldmedaille in der U23-Wertung. In der folgender Teamstaffel gewann sie mit dem lettischen Team, welches erneut in der Besetzung mit Aparjods und Bots/Plūme angetreten war, Weltcup und Europameisterschaftstitel. Der Saisonhöhepunkt, die Weltmeisterschaften 2023, verliefen für Bota eher enttäuschend. Nach Platz 12 im Sprint und Platz 11 in der klassischen Disziplin, was den vierten Platz in der U-23-Wertung bedeutete, erhielt Kendija Aparjode den Vorzug in der Teamstaffel. Beim nachfolgenden Weltcup in Altenberg gelang mit Platz 5 die Rückkehr in die Weltspitze, in der Teamstaffel reichte es in der gewohnten Besatzung zu Bronze. Mit Platz 13 in der klassischen Disziplin und Platz 7 im Sprint von Winterberg I verlief die drittletzte Weltcupstation der Saison eher durchwachsen; in St. Moritz–Celerina gelang mit einem fünften Platz erneut ein Top-Ergebnis, musste sich jedoch Sigita Bērziņa geschlagen geben, die den Vorzug für die Teamstaffel erhielt. Zum Saisonabschluss in Winterberg fuhr Bota erneut auf den 13. Platz, für die Staffel erhielt Kendija Aparjode den Vorzug. Den Disziplinenweltcup der olympischen Disziplin beendete sie mit 420 Punkten auf dem sechsten Rang, im Sprintweltcup reichten 106 Punkte zu Platz zehn und als Siebte mit 526 Punkten im Gesamtweltcup war dies ihre bis dato beste Weltcupsaison in der Elite.

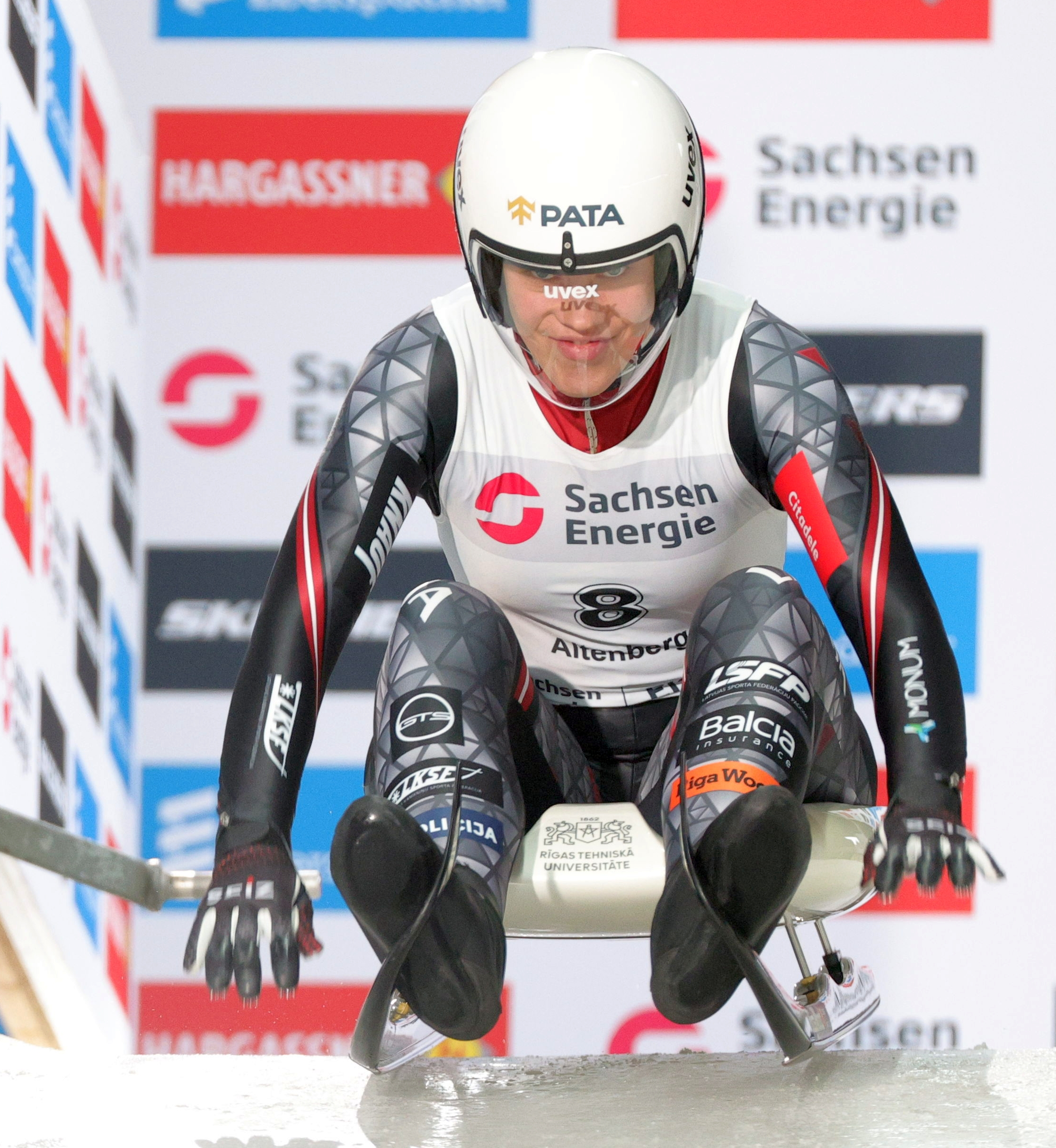
Bota bei den Weltmeisterschaften 2024 in Altenberg

Die Saison 2023/24 begann für Bota mit einem zehnten Platz in Lake Placid, wo sie im Sprint Zwölfte wurde. In Whistler fuhr sie auf den sechsten Rang und gewann im Teamstaffelwettbewerb, der erstmals mit einem Doppelsitzer der Frauen ausgetragen wurde, zusammen mit Kristers Aparjods, Mārtiņš Bots, Roberts Plūme sowie Viktorija Ziediņa und Selīna Zvilna die Bronzemedaille. Zum Auftakt ins Jahr 2024 folgte für Bota in Winterberg ein siebter Platz, bei den anschließenden Europameisterschaften in Innsbruck-Igls fuhr sie auf den fünften Platz und belegte im dortigen Weltcuprennen den achten Platz. Beim Saisonhöhepunkt, den Weltmeisterschaften in Altenberg gewann sie im Sprint die Bronzemedaille, belegte in der klassischen Disziplin den vierten Rang und fuhr mit der Teamstaffel um Bots/Plūme, Aparjods sowie Anda Upīte und Zane Kaluma eine weitere Bronzemedaille. Beim den Weltmeisterschaften nachfolgenden Weltcup in Altenberg fuhr sie auf den Silberrang und gewann die Teamstaffel zusammen mit Bots/Plūme, Aparjods sowie Upīte und Kitija Bogdanova. Nach zwei neunten Platz in der klassischen Disziplin und einem zehnten Platz im Sprint von Oberhof II, fuhr sie auf ihrer Heimbahn in Sigulda beim ersten von zwei Weltcups der Saison in der klassischen Disziplin auf den Silberrang, im anschließenden Sprintrennen wurde sie jedoch nur Zwölfte. Den abschließenden Weltcup Sigulda II konnte sie gewinnen, was schlussendlich mit 522 Punkten in der klassischen Disziplinenwertung und 622 Punkten im Gesamtweltcup jeweils Platz vier mit sich brachte; die Sprintweltcupwertung beendete sie mit 100 Punkten auf dem zwölften Rang. Die abschließende Teamstaffel belegte das lettische Team in der Besetzung Bota, Bots/Plūme, Aparjods sowie Upīte/Kaluma auf dem zweiten Platz.
Zum Auftakt in die Saison 2024/25 kam sie in Lillehammer auf dem 13. Rang in der klassischen Disziplin ins Ziel. Bei der auf die Einzelrennen folgenden Premiere des Mixed-Weltcups fuhr Bota zusammen mit Kaspars Rinks auf den vierten Rang. Den Weltcup von Innsbruck-Igls beendete sie als Neunte, bei der Weltcupstation Oberhof I fuhr sie auf den zwölften Rang. Den Heimweltcup in Sigulda zum Jahresauftakt 2025 gewann sie vor Merle Fräbel aus Deutschland und Lisa Schulte aus Österreich, fuhr damit den dritten Einsitzerweltcupsieg ihrer Karriere ein. Die Teamstaffel in der Besetzung Bota, Bots/Plūme, Aparjods und Robežniece/Bogdanova war nach einem technischen Fehler beim Reaktionsstart von Bota zunächst disqualifiziert worden, erhielt nach einem Protest jedoch eine neue Startmöglichkeit und kam aufgrund eines Sturzes des Frauendoppelsitzers schlussendlich nicht ins Ziel. Beim nachfolgenden Weltcup in Altenberg erreichte sie nach einem Fahrfehler im zweiten Lauf nur auf den 13. Rang. Auch in Winterberg, wo zugleich die Europameisterschaften 2025 ausgetragen wurden, reichte es nach einem Fahrfehler – dieses Mal im ersten Lauf – nur zu Rang 12; in der Europameisterschaftswertung wurde sie Zehnte. In der Teamstaffel, die in der Besetzung mit Bots/Plūme, Aparjods und Upīte/Kaluma angetreten war, fuhren sie auf den fünften Rang der Weltcupwertung und vierten Platz in der Europameisterschaftswertung. Beim Weltcup Oberhof II fuhr sie im Einsitzerrennen auf den neunten Rang. Bei den Weltmeisterschaften 2025 in Whistler fuhr sie zusammen mit Aparjods im Mixedwettbewerb auf den vierten Rang, verpasste die Medaille nur um 28 Tausendstelsekunden; im Einsitzerrennen in der klassischen Disziplin fuhr sie auf den neunten Rang, für die Teamstaffel erhielt ihre Teamkollegin Kendija Aparjode den Vorzug. Die Weltcups in Pyeongchang und Yanqing ließ Bota aus, die Saison beendete sie mit 302 Punkten auf dem zehnten Rang.

## Persönliches
Sie ist mit ihrem Teamkollegen Mārtiņš Bots liiert, im Juli 2024 heiratete das Paar.

## Erfolge

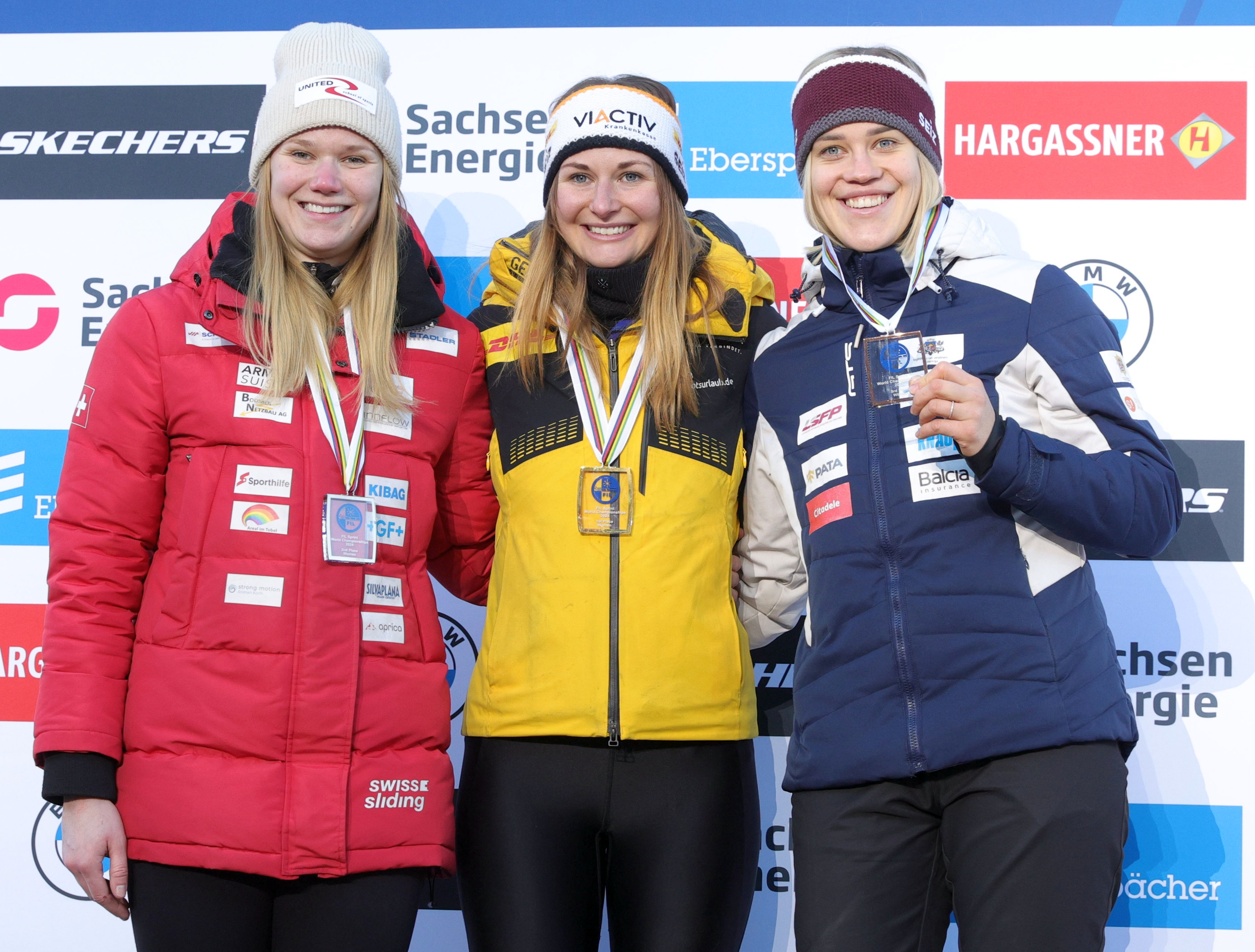
Bota (rechts) auf dem Sprintpodium der WM 2024 mit Natalie Maag und Julia Taubitz

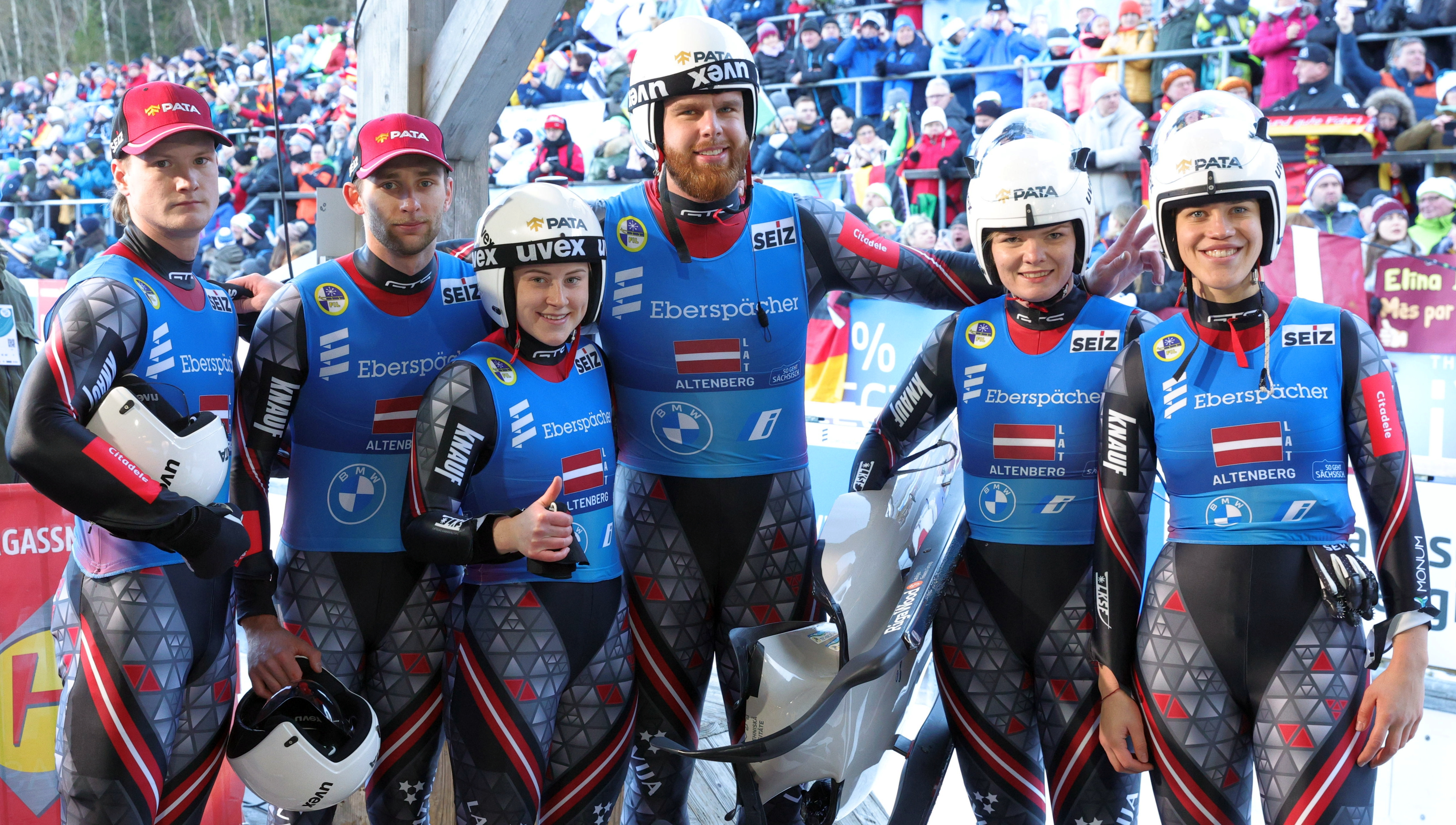
Teamstaffel bei den Weltmeisterschaften 2024

Weltmeisterschaften
- Altenberg 2024:  im Einsitzer Sprint und in der Teamstaffel

Europameisterschaften
- St. Moritz–Celerina 2022:  im Einsitzer und  in der Teamstaffel
- Sigulda 2023:  im Einsitzer und  in der Teamstaffel

U23-Europameisterschaften
- Sigulda 2021:  im Einsitzer
- St. Moritz–Celerina 2022:  im Einsitzer
- Sigulda 2023:  im Einsitzer

Juniorenweltmeisterschaften
- Oberhof 2020:  in der Teamstaffel

Junioreneuropameisterschaften
- Oberhof 2017:  in der Teamstaffel
- St. Moritz 2019:  im Einsitzer und  in der Teamstaffel

### Gesamtweltcup
| Saison  | Platz | Punkte |
| ------- | ----- | ------ |
| 2017/18 | 37.   | 50     |
| 2019/20 | 35.   | 73     |
| 2020/21 | 22.   | 180    |
| 2021/22 | 15.   | 290    |
| 2022/23 | 07.   | 526    |
| 2023/24 | 04.   | 622    |
| 2024/25 | 10.   | 302    |

### Weltcupsiege
Einsitzer
| Nr. | Datum           | Ort                 | Bahn                                |
| --- | --------------- | ------------------- | ----------------------------------- |
| 1   | 7. Februar 2021 | St. Moritz–Celerina | Olympia Bob Run St. Moritz–Celerina |
| 2   | 3. März 2024    | Sigulda             | Bob- und Rennschlittenbahn Sigulda  |
| 3   | 4. Januar 2025  | Sigulda             | Bob- und Rennschlittenbahn Sigulda  |

Teamstaffel
| Nr. | Datum           | Ort                 | Bahn                                 |
| --- | --------------- | ------------------- | ------------------------------------ |
| 1   | 23. Januar 2022 | St. Moritz–Celerina | Olympia Bob Run St. Moritz–Celerina  |
| 2   | 8. Januar 2023  | Sigulda             | Bob- und Rennschlittenbahn Sigulda   |
| 3   | 15. Januar 2023 | Sigulda             | Bob- und Rennschlittenbahn Sigulda   |
| 4   | 4. Februar 2024 | Altenberg           | Rennschlitten- und Bobbahn Altenberg |